# Wat Intharawihan

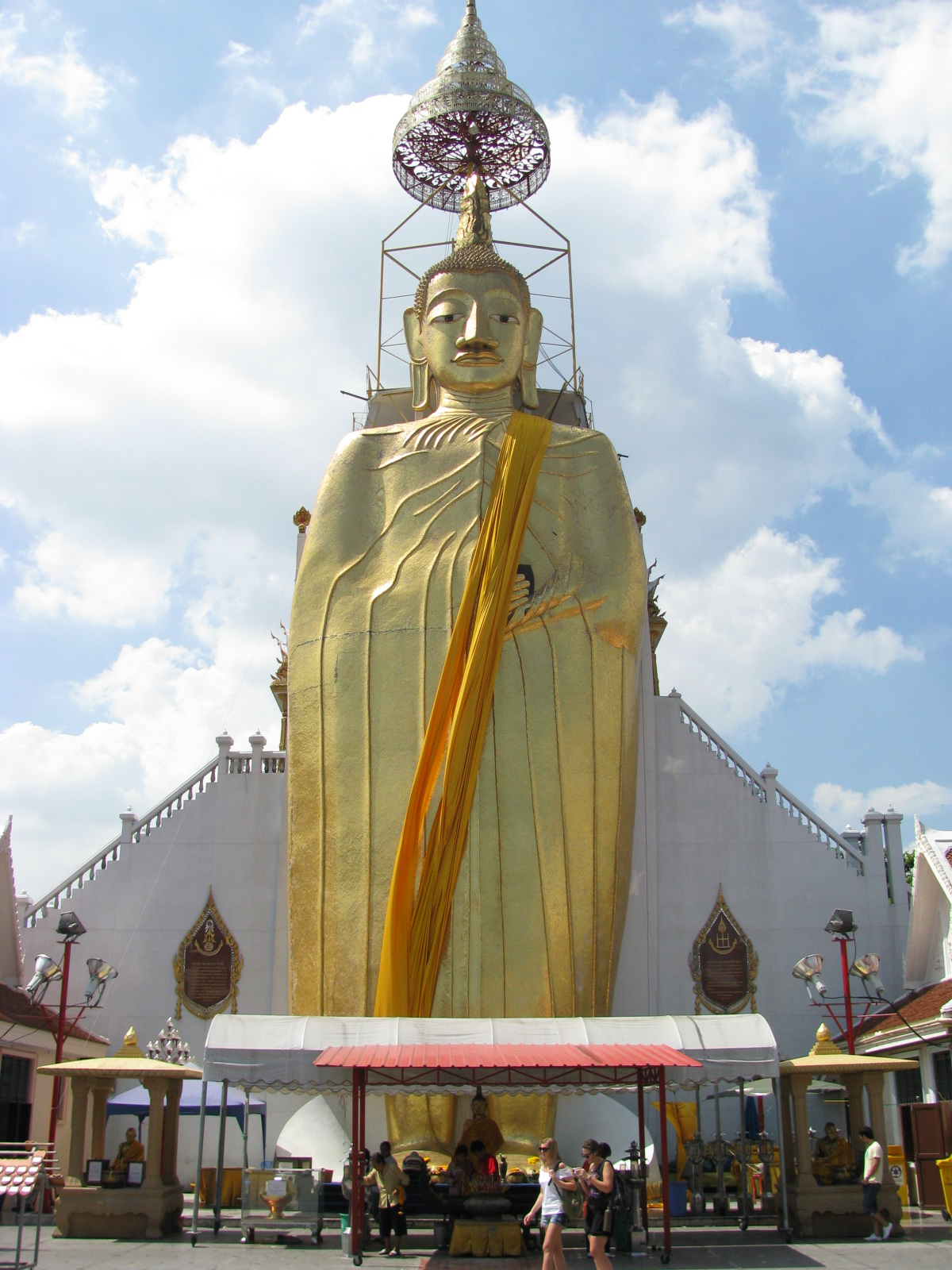
Luang Pho Tho, stehende Buddha-Statue des Wat Intharawihan

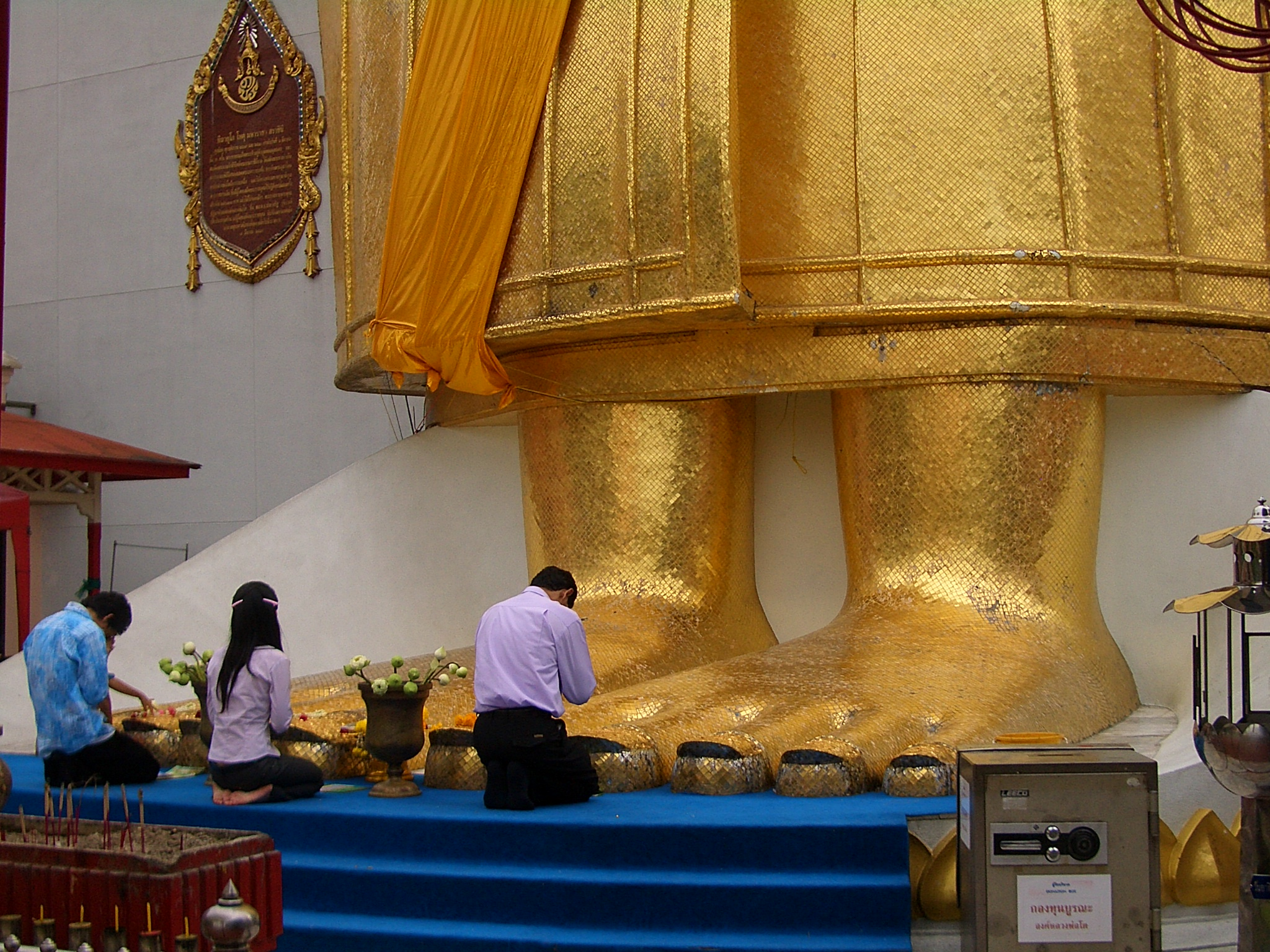
Zum Größenvergleich: Gläubige beten vor den Füßen der Statue

Wat Intharawihan (Thai: วัดอินทรวิหาร, andere Schreibweisen: Wat Indrawihan, Wat Indraviharn, Wat Intharavihara) ist ein buddhistischer Tempel (Wat) in Bangkok, der Hauptstadt von Thailand. Er ist ein Königlicher Tempel Dritter Klasse.

## Lage
Wat Intharawihan liegt im nördlichen Teil des Bezirks Phra Nakhon an der heute vielbefahrenen Thanon Wisut Kasat (Wisut-Kasat-Straße), der östlichen Auffahrt zur Rama-VIII-Brücke.

## Geschichte
Wat Intharawihan wurde bereits in der späten Ayutthaya-Periode erbaut. Er hieß zunächst Wat Rai Phrik (วัดไร่พริก, „Tempel an der Chiliplantage“), da er inmitten von Gemüsegärten lag. König Rama I. ließ während der frühen Rattanakosin-Periode in diesem Stadtteil (Bang Khun Phrom) laotische Kriegsgefangene aus dem Königreich Vientiane ansiedeln. Unter den Zwangsumgesiedelten war auch Chao Inthawong (เจ้าอินทวงศ์), ein Sohn des laotischen Königs Bunsan. Dieser ließ den Tempel restaurieren, der anschließend zu Ehren seines Förderers in Wat Intharam umbenannt wurde.
Im 19. Jahrhundert initiierte Somdet Phra Phutthachan (To), einer der meistverehrten Mönche in der thailändischen Geschichte, den Bau der gigantischen stehenden Buddhastatue. Diese wurde allerdings erst im März 1928 fertiggestellt. Somdet To war bereits 1872 im Wat Intharawihan gestorben, weshalb dieser Tempel auch eine besondere Verehrungsstätte für diesen prominenten buddhistischen Lehrer ist. Seinen heutigen Namen bekam der Tempel auf Geheiß von König Rama VI. (Vajiravudh), um ihn vom gleichnamigen Wat Intharam in Thonburi unterscheiden zu können.

## Name
Der Name setzt sich aus Wat (thailändisch für Tempel oder Kloster), Indra (Name einer aus Indien stammenden Gottheit) und Wihan (Versammlungshalle der Mönche in buddhistischen Klöstern, von Sanskrit vihara „Zuflucht“) zusammen. Eine volkstümliche Kurzbezeichnung lautet Wat In (วัดอินทร์), was „Tempel des Indra“ bedeutet. Ebenfalls im Volksmund verbreitet ist die Bezeichnung Wat Luang Pho To, abgeleitet von der großen Buddhastatue, für die der Tempel hauptsächlich bekannt ist.

## Sehenswürdigkeiten

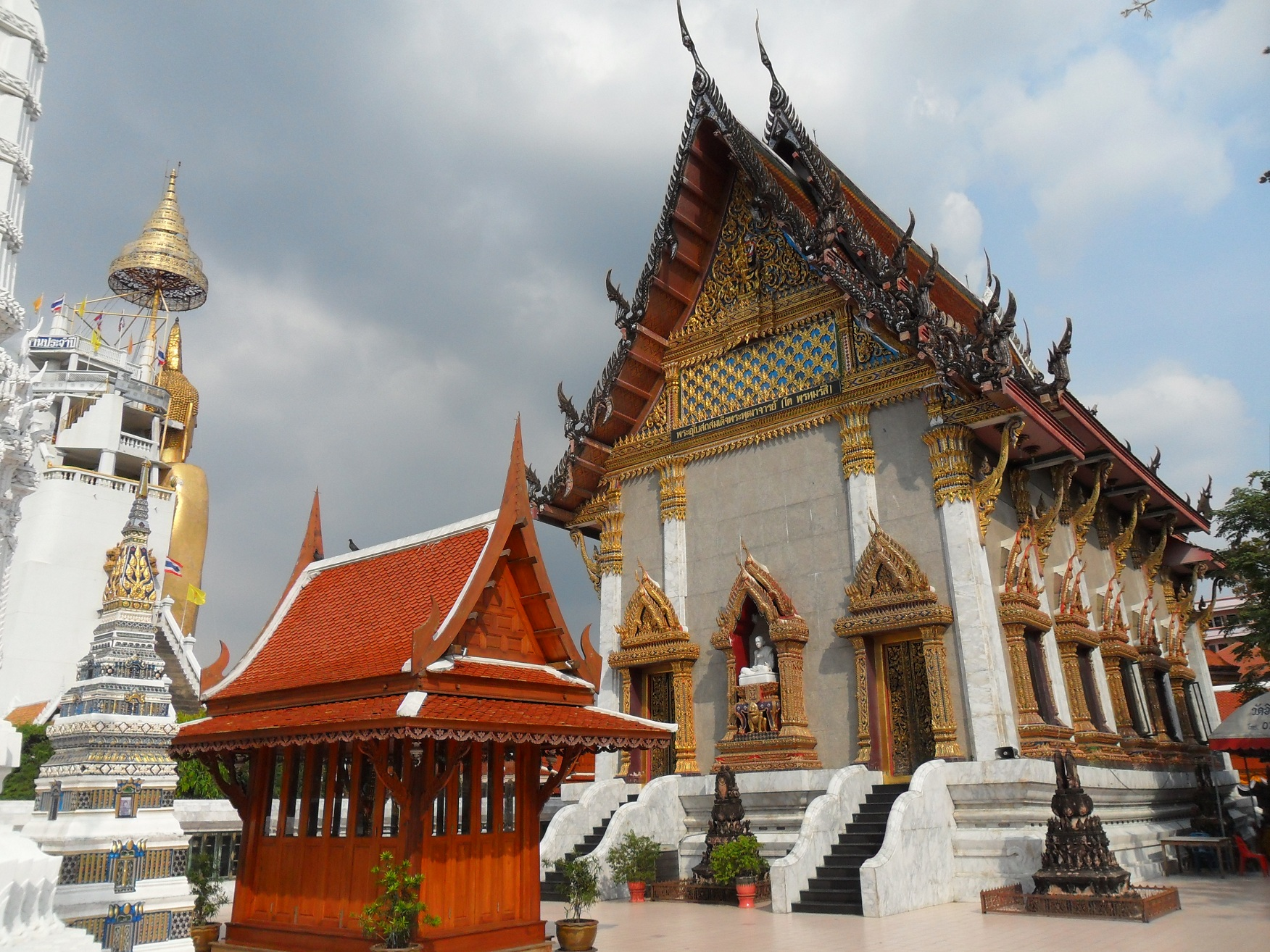
Ubosot des Wat Intharawihan

- Luang Pho Tho (หลวงพ่อโต, พระศรีอริยเมตไตรย) – 32 Meter hohe Buddha-Statue im Zentrum des Tempels. Der Buddha ist hier stehend dargestellt, seine Handhaltung (Mudra) wird in der „Liste der 40 Buddha-Statuen“ aus der Zeit von König Nang Klao (Rama III.) unter Nummer 20 als Die Almosenschale haltend beschrieben.[3] Die Statue wird „Luang Pho Tho“ genannt, sie ist mit Mosaik-Steinchen aus farbigem Glas und 24-karätigem Gold bedeckt. Seine Ushnisha enthält eine Reliquie des Buddha, die der thailändischen Regierung von der Regierung Sri Lankas geschenkt worden war. Der damalige Kronprinz Maha Vajiralongkorn verschloss im Jahr 1978 die Reliquie in der Statue.
- Ubosot (พระอุโบสถ) – Ordinationshalle im Stil der späten Ayutthaya-Periode, sein Sockel ist seit der Renovierung 1982 mit italienischem Marmor verkleidet, im Innern befinden sich moderne Wandmalereien in traditionellem Stil ausgeführt.
- „Die heilige Quelle des Phra Putthachan“ (บ่อน้ำพระพุทธมนต์สมเด็จพระพุฒาจารย์ (โต พรหมรํสี)) – in einem kleinen achteckigen Neubau befindet sich die Wachsfigur des verehrten Abtes oberhalb einer sprudelnden Quelle von Weihwasser. Der von einer Klimaanlage gekühlte, im Halbdunkel liegende Raum ist an den Wänden mit Regalen bedeckt, in denen sich Phiolen mit Weihwasser aus verschiedenen Teilen Thailands befinden. Aufgrund der einzigartigen Atmosphäre wird dieses kleine Gebäude von Einheimischen gerne zur Meditation genutzt.
- Schrein der Guanyin (วิหารพระแม่กวนอิมอวโลกิเตศวร)